# Waldbrände in Kalifornien 2021

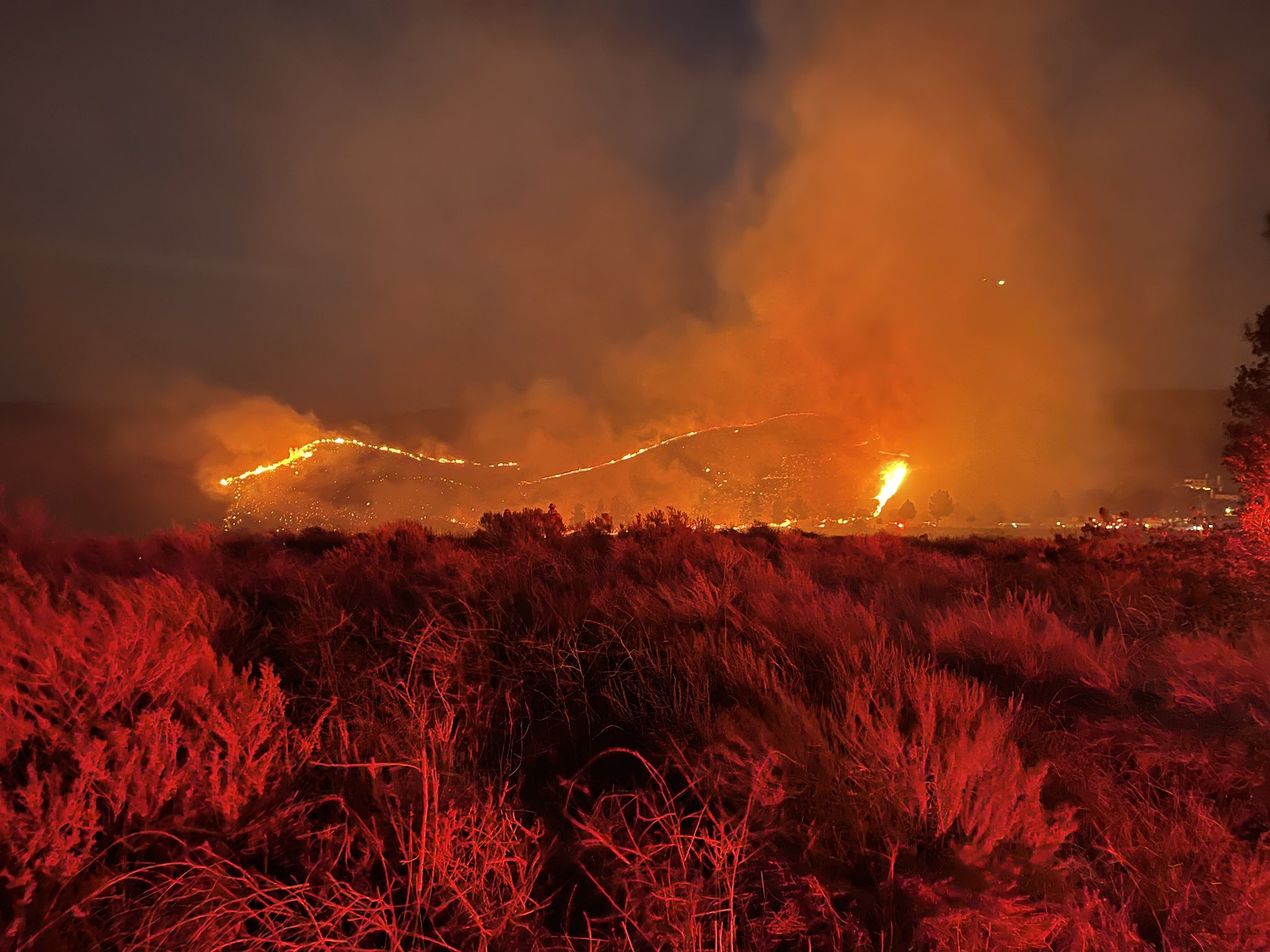
Erbes Fire in Thousand Oaks im Januar 2021

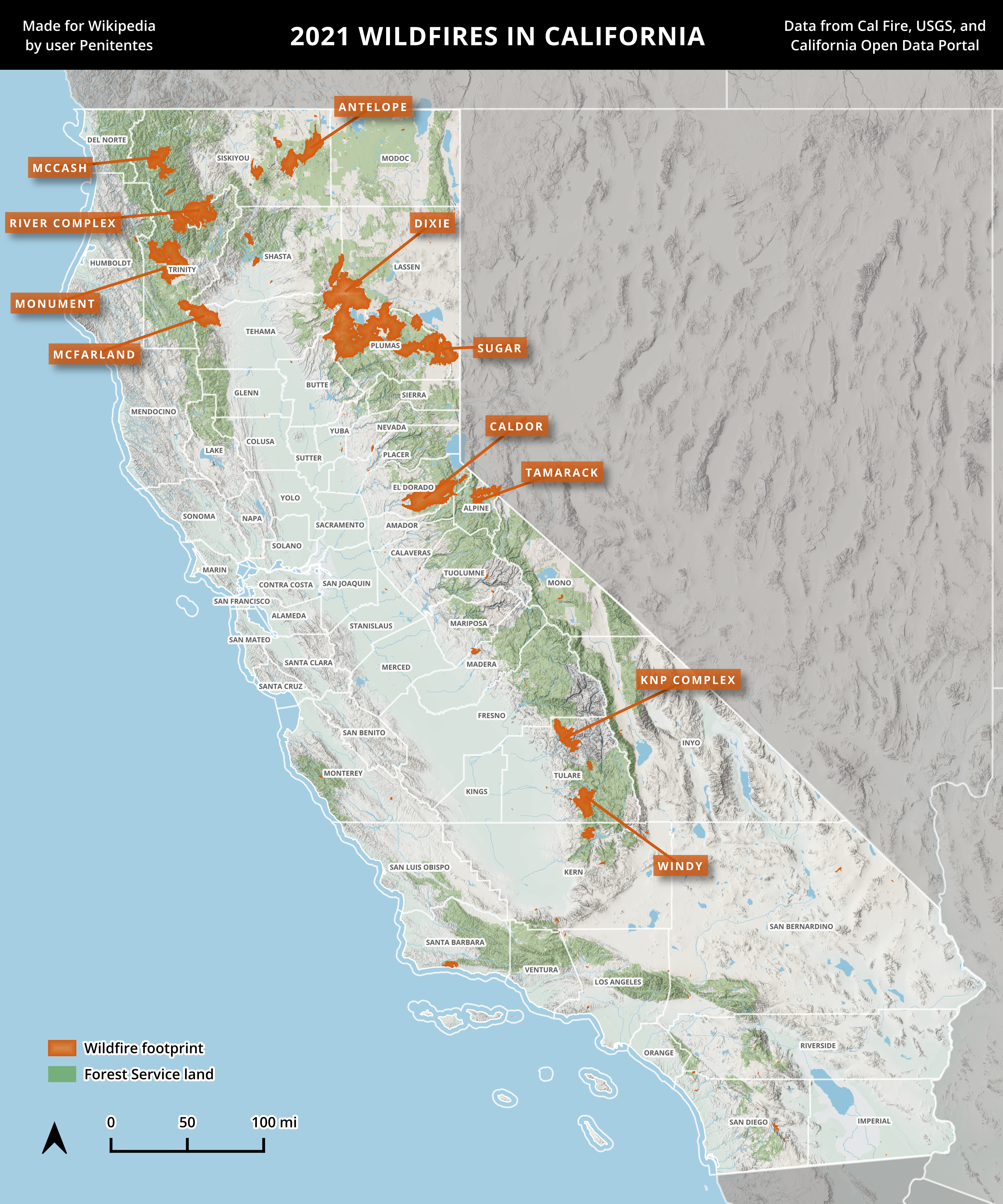
Große Waldbrände im Jahr 2021

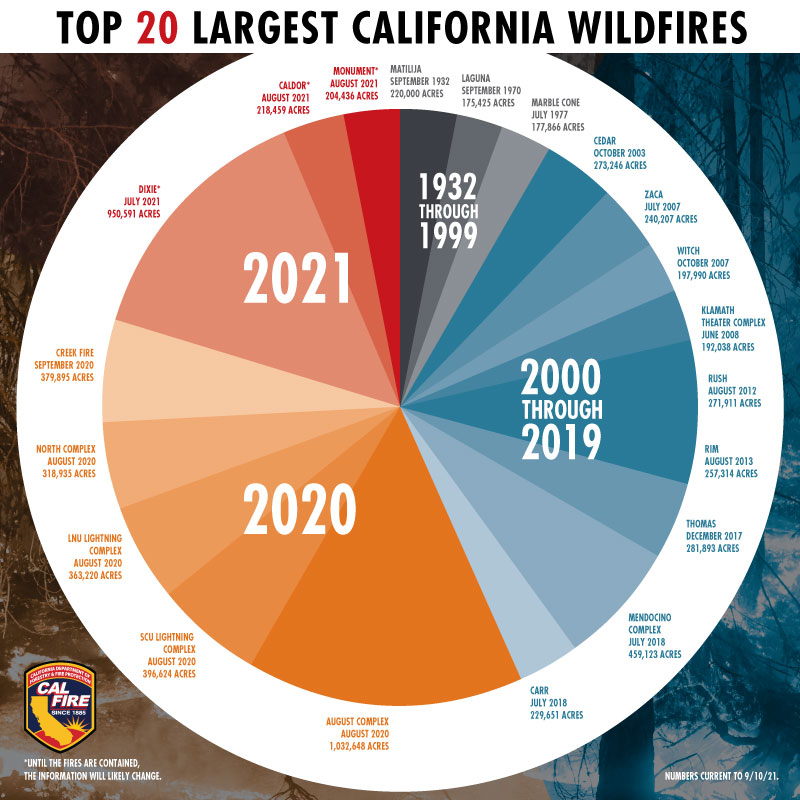
Tortengrafik der 20 größten Waldbrände in Kalifornien seit Beginn zuverlässiger Aufzeichnungen im Jahr 1932, Stand 10. September 2021. River Complex Fire (siehe Tabelle weiter unten) noch nicht enthalten

Die kalifornische Waldbrandsaison 2021 war eine anhaltende Serie von Waldbränden im amerikanischen Bundesstaat Kalifornien. In der Saison wurden insgesamt 8.832 Brände registriert, die 2.568.948 Acres (10.396 km²) im ganzen Bundesstaat verbrannten. Mindestens 3.629 Gebäude wurden durch die Waldbrände zerstört, mindestens drei Menschen kamen ums Leben. Insgesamt war die Waldbrandsaison nach der Waldbrandsaison 2020 die gemessen an der verbrannten Fläche zweitstärkste Waldbrandsaison seit Beginn der Aufzeichnungen. Vier Feuer der Saison zählen zu den 20 größten Feuern in Kalifornien seit Beginn zuverlässiger Aufzeichnungen im Jahr 1932.

## Saisonverlauf

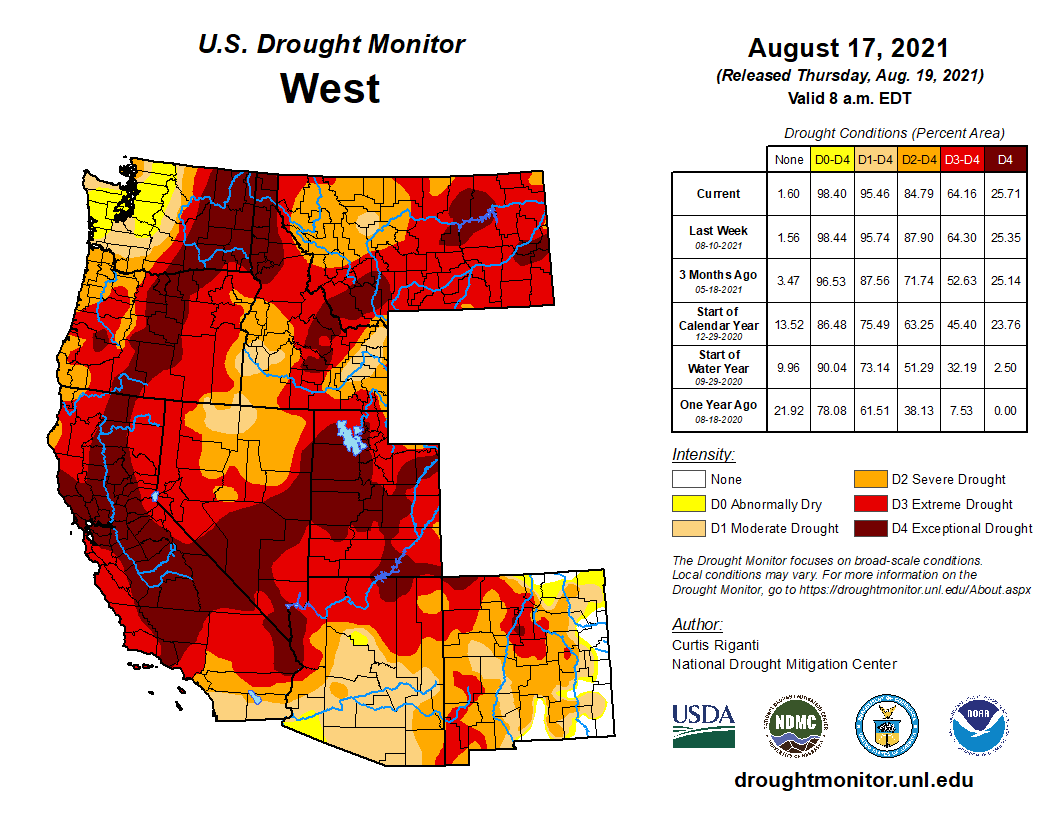
Dürremonitor vom 17. August 2021 für die US-Westküste. Zu diesem Zeitpunkt war fast ganz Kalifornien von extremer oder außergewöhnlicher Dürre betroffen

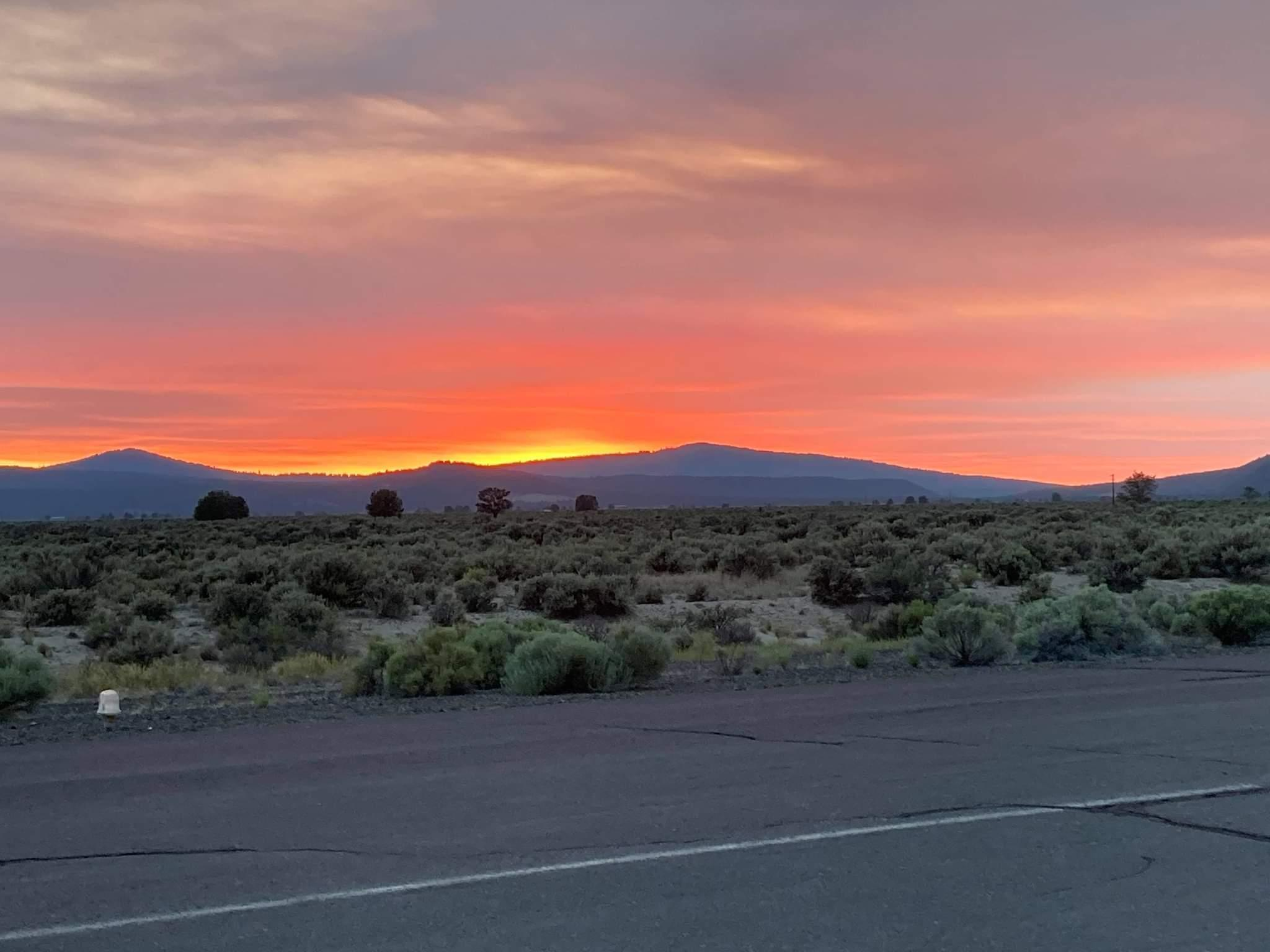
Tennant Fire

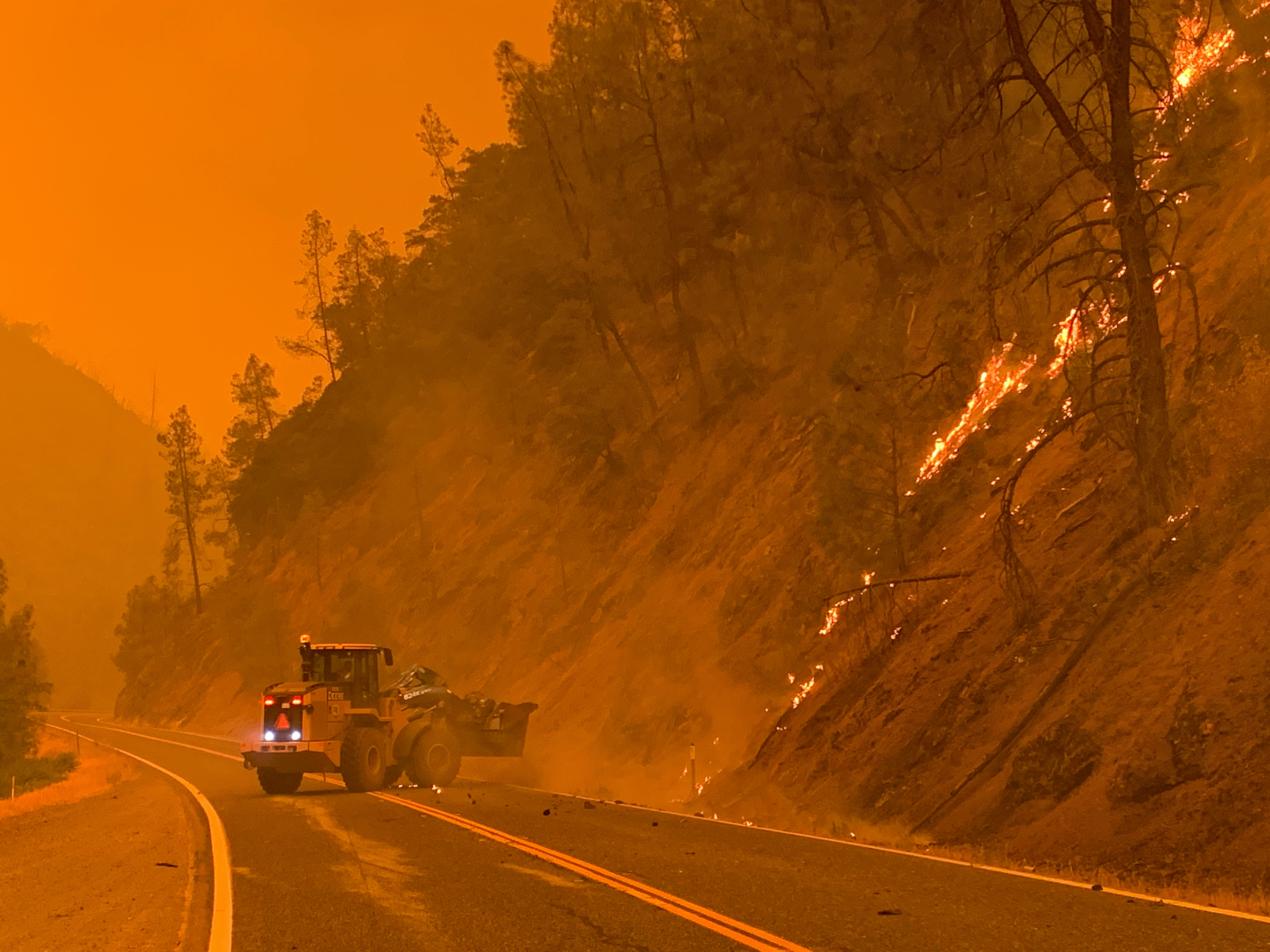
Bekämpfung des Monument-Fires

Obwohl bis zum 3. Mai nur ein Feuer mit einer Fläche von mehr als 1.000 Acres aufgetreten war, wurde aufgrund günstiger Brandbedingungen, insbesondere extremer Trockenheit und großer Hitze, eine zerstörerische Saison vorhergesagt. Ein großer Teil des Westens der USA ist nicht zuletzt infolge des Klimawandels von einer starken Dürre gepaart mit enormer Hitze betroffen, die Land und Vegetation austrocknen und somit das Auftreten von Waldbränden begünstigen. Der Klimawandel löst einen Dominoeffekt aus: Mehr Hitzewellen und höhere Temperaturen führen zu stärkerer Austrocknung der Vegetation, wodurch sie leichter brennen kann. Gleichzeitig schwächen Dürren auch Bäume und machen sie anfälliger für den Befall mit Schadinsekten, die die Bäume absterben lassen, womit ebenfalls mehr leicht entzündliches Brennmaterial zur Verfügung steht. Zudem beeinflusst der Klimawandel auch das Auftreten von starken Winden, die die rasche Ausbreitung von Feuern begünstigen, und lässt auch höher gelegene Bergregionen austrocknen, sodass Feuer bis in größere Höhe vordringen und teilweise auch über Bergrücken springen können, was Brände gefährlicher macht und ihr Bekämpfen zusätzlich erschwert. Infolge allgemein höherer Temperaturen, größerer Dürre und der sich verlängernden Waldbrandsaison fällt es auch zunehmend schwerer, Niederwuchs durch Kontrolliertes Abbrennen kleinzuhalten und Bränden somit das Brennmaterial zu entziehen, da die dafür geeigneten Zeiträume immer kürzer werden.
Der langfristige Trend ist, dass die Waldbrände im Bundesstaat aufgrund des Klimawandels in Kalifornien zunehmen. Die Feuersaison 2021 in Kalifornien wird aufgrund des Mangels an Regen und Schnee als schlimmer eingeschätzt als die Saison 2020, die bisher gemessen an verbrannter Fläche die mit Abstand zerstörerischste Waldbrandsaison seit Beginn der Aufzeichnungen war. Mit Stand 20. Juli war bereits die fünffache Fläche im Vergleich zur Waldbrandsaison 2020 verbrannt. Am 23. Juli 2021 erklärte Gouverneur Gavin Newsom angesichts der Brände in vier nordkalifornischen Counties den Notstand. Zu diesem Zeitpunkt brannten dort neun große Feuer, die sich stark ausbreiteten.
Mitte August 2021 waren ca. 21.000 Feuerwehrkräfte zum Bekämpfen der Waldbrände an der US-Westküste eingesetzt, mehr als doppelt so viele wie in der Vorsaison zu diesem Zeitpunkt, womit die Brandbekämpfung an der Grenze ihrer Einsatzfähigkeit angelangt war. Offizielle des United States Forest Service sprachen davon, dass das System im Krisenmodus arbeite und inzwischen an einer "kritischen Ressourcen-Grenze" angekommen sei. Dies führte unter anderem dazu, dass teilweise zu wenige Feuerwehrleute verfügbar waren, um große Brände wirkungsvoll bekämpfen zu können. Aufgrund der vielen gleichzeitig brennenden Feuer und des dafür nötigen Personal- und Materialaufwandes mussten zudem in ganz Kalifornien Feuerwachen mit ausgedünnter Personalstärke zurechtkommen. Unter anderem fehlten im Raum Los Angeles Feuerwehrleute, die in Nordkalifornien sowie den Bundesstaaten Idaho und Washington zur Bekämpfung der dortigen großen Brände eingesetzt wurden.
Der Energieversorger Pacific Gas and Electric stellte etwa 51.000 Kunden vorsorglich den Strom ab, um die Gefahr von neuen Waldbränden angesichts der enormen Trockenheit infolge von Unfällen mit Stromleitungen zu verringern. Obwohl die trockensten und feuergefährlichsten Herbstmonate noch überhaupt nicht begonnen hatten, waren mit Stand 20. August bereits mehr als 1,4 Mio. Acre Land (ca. 5700 km²) verbrannt. Ende August wurden wegen der zahlreichen Feuer in Kalifornien aus Sicherheitsgründen nahezu alle Nationalparks geschlossen. Zu dem Zeitpunkt bekämpften mehr als 15.000 Feuerwehrkräfte die Feuer. Dabei unterstützt wurden sie von mehr als 1.000 Nationalgardisten und 150 Militärpolizisten, zudem waren 200 reguläre Soldaten angefordert worden. Im August 2021 gelang es zudem sowohl dem Dixie Fire als auch dem Caldor Fire, von einer Seite der Sierra Nevada auf die andere überzuspringen. Bis zu diesem Zeitpunkt war dies noch keinem einzigen Feuer in Kalifornien gelungen.
Nachdem es bereits im Sommer 2021 Brände ungewöhnlich heftig brennende Feuer gegeben hatte, befürchten Experten für den Herbst 2021 angesichts der außergewöhnlichen Dürrelage, weiter nicht erwarteten Regens sowie der in dieser Jahreszeit einsetzenden Herbstwinde eine weitere Verschlimmerung der Waldbrandsaison.
Mitte September brannte der KNP Complex in den Giant Forest hinein, einen im Sequoia-Nationalpark gelegenen alte Wald, in dem rund 2000 teils mehrere 1000 Jahre alte Riesenmammutbäume stehen, darunter mit dem General Sherman Tree der nach Volumen größte bekannte Baum der Erde. Riesenmammutbäume zählen mit zu den am besten an Feuer angepassten Bäumen der Erde, sind aber den großen und besonders heiß brennenden Feuern der letzten Jahre zunehmend nicht mehr gewachsen. Feuerwehrleuten gelang es, vor Eintreffen der Brände einige Bäume mehrere Meter hoch mit Brandschutzfolien einzuwickeln, um den Bäumen zusätzlichen Schutz zu bieten, mussten sich aber bei Herannahen der vom Wind angefachten Brandfront aus Sicherheitsgründen zurückziehen. Insgesamt kamen durch das Feuer ca. 2200 bis 3600 Riesenmammutbäume um. Bereits 2020 hatte ein Feuer zwischen 7.500 und 10.400 Riesenmammutbäume vernichtet. Anfang 2020 wurde die Gesamtpopulation auf ca. 75.000 Exemplare geschätzt. Damit könnte alleine in den Jahren 2020 und 2021 rund ein Fünftel aller Riesenmammutbäume verbrannt sein.
Ende Oktober 2021 kam es in Teilen Kaliforniens zu Starkniederschlägen, die dazu beitrugen, noch brennende Feuer einzudämmen, aber mancherorts auch Schlammlawinen und Sturzfluten auslösten. Gewarnt vor solchen Ereignissen wurde insbesondere in zuvor von Bränden betroffenen Gebieten, da Land mit verbrannter Vegetationsdecke Regenwasser schlechter aufnehmen kann, was wiederum die Gefahr von Überflutungen steigert.

## Größte Brände

### Dixie Fire

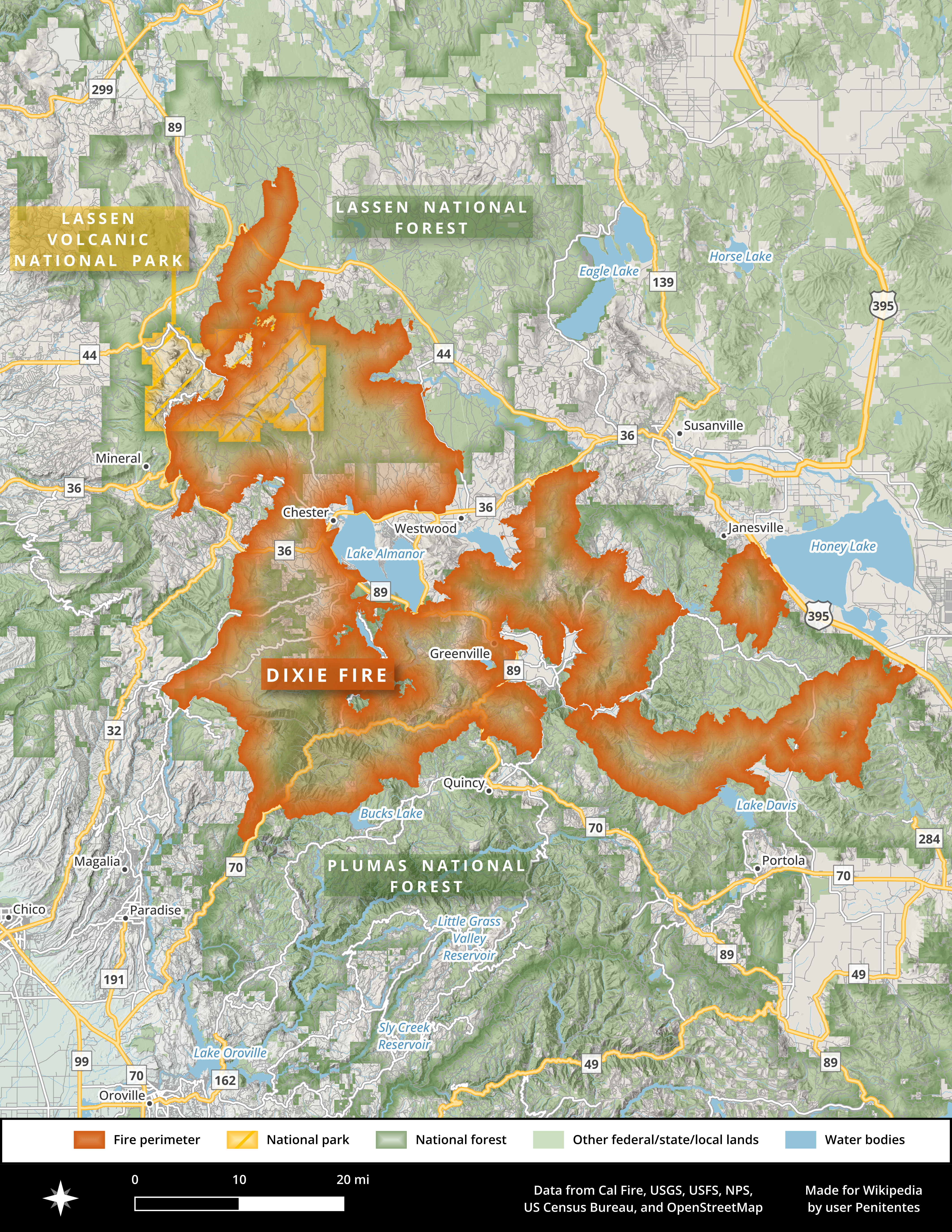
Ausbreitung des Dixie Fire

Größtes Feuer bislang ist das Dixie Fire, das im Lassen-, Plumas-, Tehama und im Butte County brannte und seine Ausdehnung binnen vier Tagen von 100.000 auf fast 200.000 Acres verdoppelte. Bis zum 9. Oktober war es auf eine Größe von mehr als 3898 km² (963.309 Acre) angewachsen und war damit vor dem Bootleg Fire in Oregon das größte Feuer, das Anfang August 2021 in den Vereinigten Staaten brannte. Es ist zugleich nach dem August Complex aus der Waldbrandsaison 2020 der zweitgrößte Waldbrand seit Beginn der Aufzeichnungen in Kalifornien. Phasenweise waren mehr als 6500 Feuerwehrleute im Einsatz, um es einzudämmen. Anfang August kam es nach einer zwischenzeitlichen Beruhigung der Lage zu einer erneuten Ausbreitung des Feuers. Ursache hierfür waren starker Wind in Kombination mit hohen Temperaturen und der sehr großen Trockenheit. Die Behörden forderten die Menschen in Greenville (ca. 1.000 Einwohner) und Chester zur sofortigen Evakuierung auf. Zu diesem Zeitpunkt bedrohte das Feuer mehr als 12.000 Gebäude. Etwas später brannten  ca. 75 % der Gebäude von Greenville nieder.
Ein Feuerwehrsprecher äußerte, dass es besonders besorgniserregend sei, wie früh in der Saison das Dixie Fire aufgetreten sei. In der Vergangenheit hätte er einen mit dem Dixie Fire vergleichbaren Waldbrand möglicherweise irgendwann im September erwartet, aber nicht im Juli. Das Feuer führte auch wiederholt zur Bildung von Pyrocumulonimbus-Wolken, die leichte Regenfälle, aber auch gefährliche Winde und Blitzeinschläge im Umkreis des Feuers verursachten, die das Feuer weiter anheizen oder neue Brandherde entfachen können. Eine dieser Wolken reichte mehr als 12 km in die Höhe.

### Caldor Fire

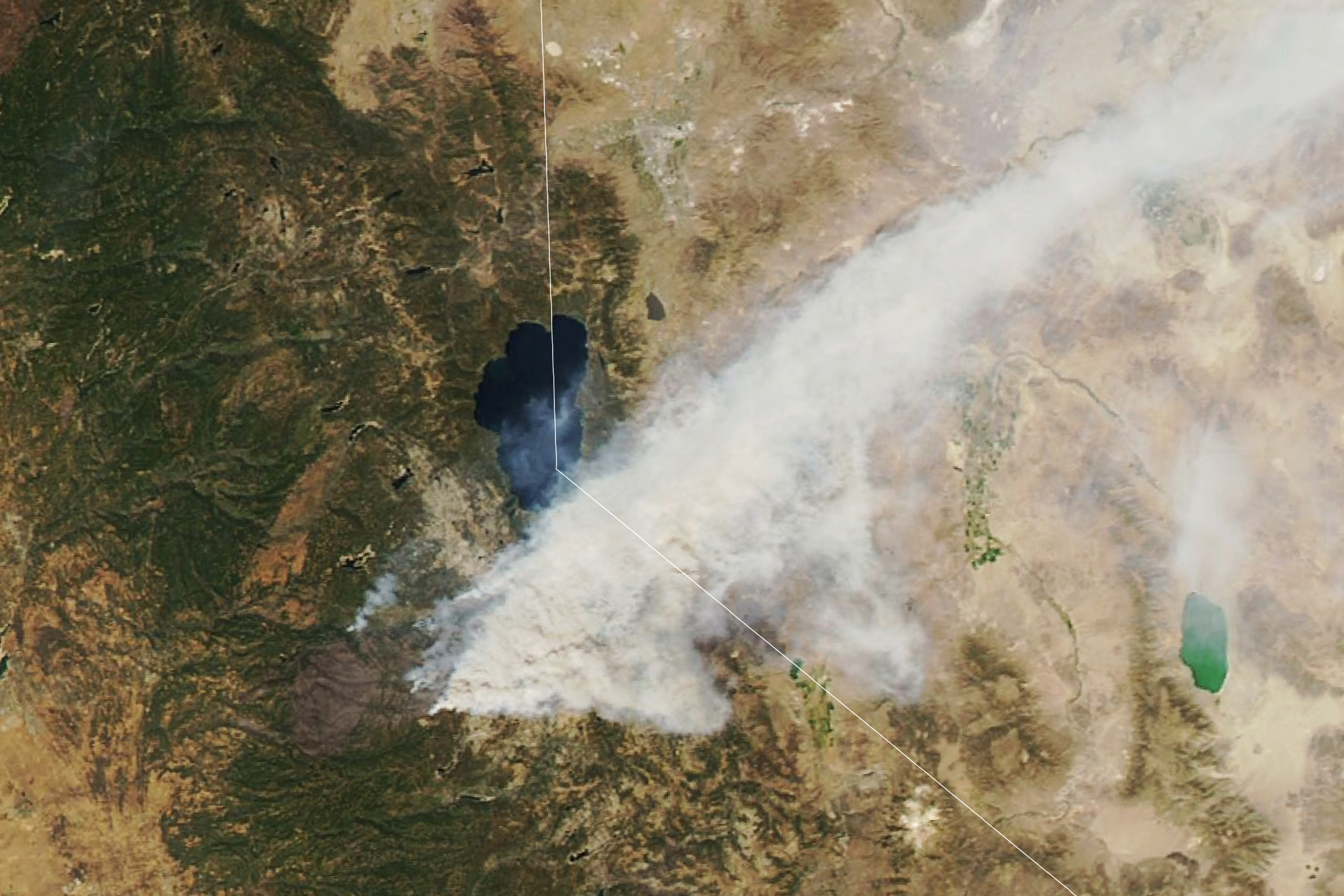
Rauchwolke des Caldor Fires am 30. August 2021.

Am 14. August brach zudem das Caldor Fire aus, das am 17. eine Größe von ca. 26 km² (6.500 Acre) hatte, dann aber binnen eines Tages rapide auf mehr als 214 km² (53.000 Acre) anwuchs. Dabei vernichtete das Feuer unter anderem erhebliche Teile von Grizzly Flats, einer Kleinstadt mit etwa 1200 Einwohnern. Mindestens zwei Personen wurden durch das Feuer schwer verletzt. Im betroffenen El Dorado County wurde der Notstand ausgerufen, der Eldorado National Forest geschlossen. Sprecher der Feuerwehr sprachen von "nie dagewesenem Brandverhalten und -wachstum". Aufgrund der Bedingungen mussten Feuerwehrkräfte von Eindämmungsmaßnahmen abgezogen werden und wurden stattdessen mit der Evakuierung von Anwohnern und dem Objektschutz betraut. Im Gegensatz zu vielen anderen Feuern, die eher in dünn besiedelten Regionen brannten, mussten aufgrund des Caldor-Fires auch Massenevakuierungen durchgeführt werden. Um ausreichend Kapazitäten sowohl für Corona-Fälle als auch für Patienten zu haben, die infolge der Rauchbelastung erkrankten, rief ein Krankenhaus positiv auf COVID-19 getestete Evakuierte dazu auf, nicht ins Krankenhaus zu kommen, sofern sie keine Notfallbehandlung benötigten.
Bis zum 25. August waren rund 30.000 Personen vor dem Feuer geflohen. Ende August bewegte sich das Caldor Fire sich auf die Tourismusregion des Lake Tahoe zu, insbesondere auf die Stadt South Lake Tahoe. Tausende Menschen dort wurden zur Evakuierung aufgefordert. Die Umgebung von Lake Tahoe ist eine der beliebtesten Wintersportregionen der USA, die für ihre landschaftliche Schönheit gepriesen wird, der See selbst ist u. a. für sein klares Wasser bekannt.

### Monument Fire

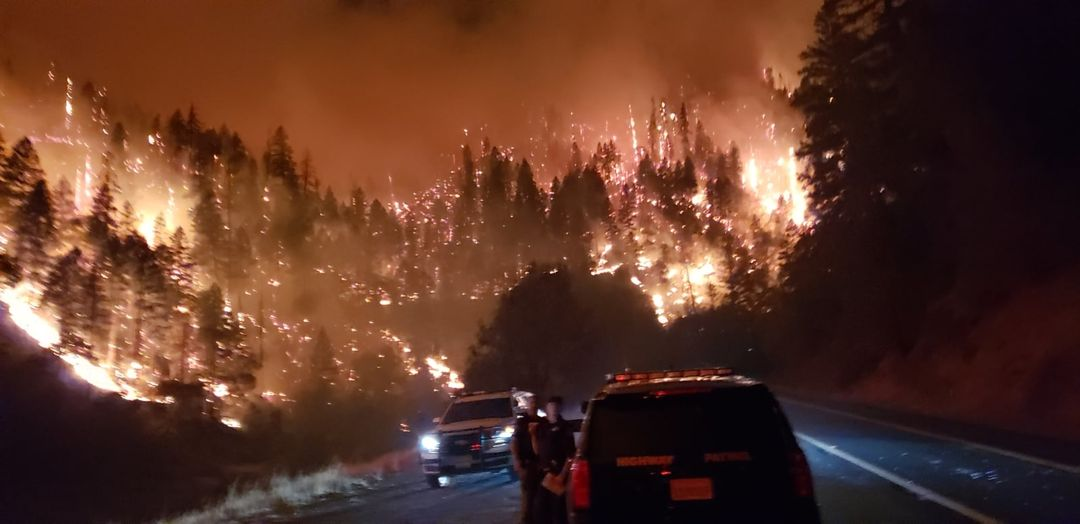
Evakuierung aufgrund des Monument-Fires

Das Monument Fire wurde durch einen Blitzschlag ausgelöst und wuchs bis zum 27. September 2021 auf eine Fläche von 899 km² an, womit es zum vierzehnt-größten Feuer in Kaliforniens Geschichte wurde. Bis zu diesem Zeitpunkt zerstörte es 50 Gebäude. Mehr als 3.000 Menschen wurden evakuiert.

## Luftverschmutzung und Kohlenstoffdioxidfreisetzung

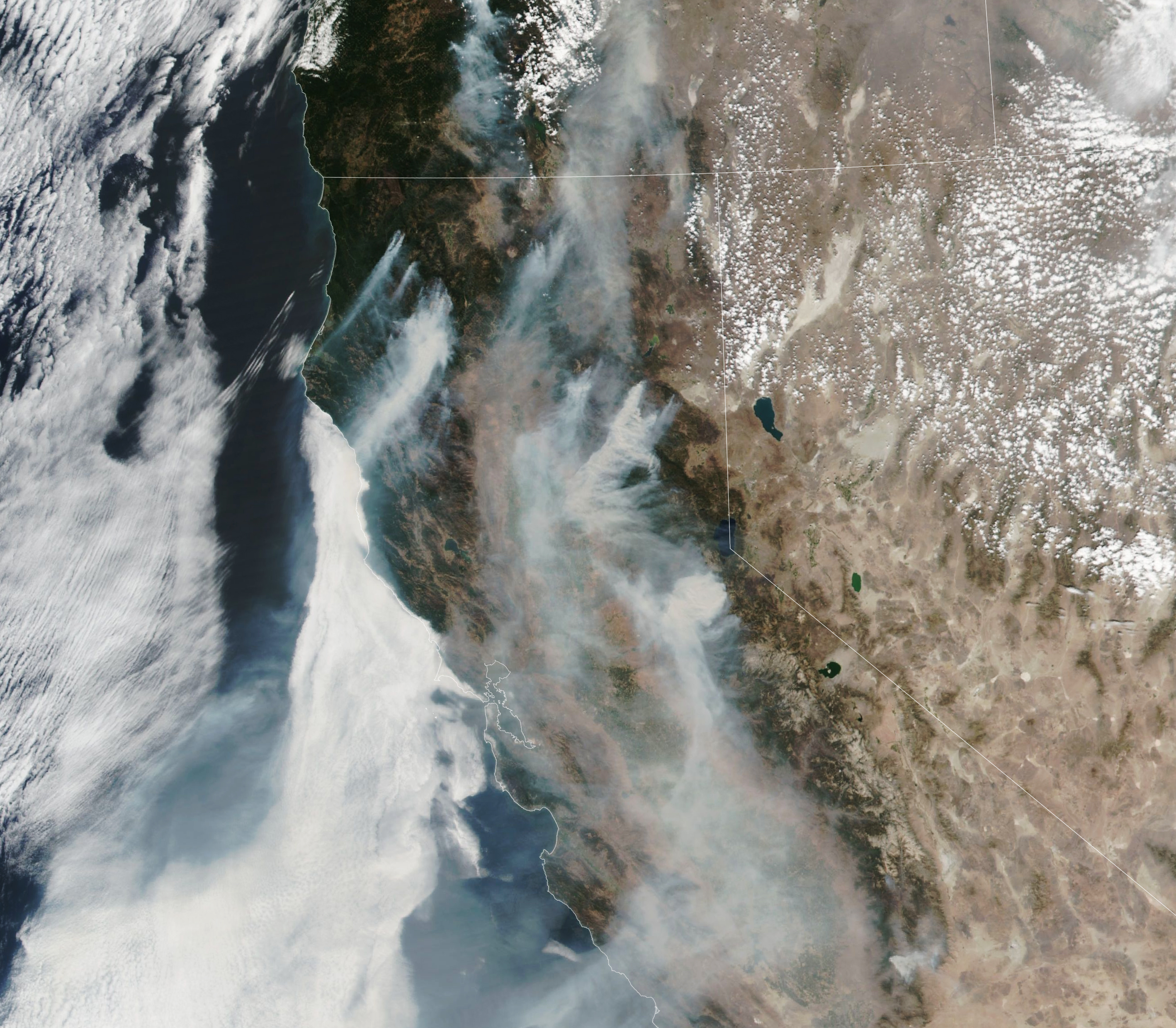
Rauchwolken verschiedener großer Waldbrände in Kalifornien

Infolge des Waldbrandrauch kam es in vielen Regionen und Städten wie der San Francisco Bay Area bis hin zu Ostküstenstädten wie New York City zu hoher Luftverschmutzung und gesundheitsgefährdenden Bedingungen. Warnungen wurde auch für den Großraum Los Angeles herausgegeben. Im Norden von Nevada wurde infolge der Rauchbelastung wiederholt Schulen geschlossen, sodass für mehr als 67.000 Schülern der Schulunterricht ausfiel. Gleichzeitig wurden Anwohner aufgerufen, aus gesundheitlichen Gründen möglichst im Haus zu bleiben. Im Bereich des Lake Tahoe wurden Luftverschmutzungswerte im Bereich von 600 gemessen; diese Werte waren zu dem Zeitpunkt weitaus höher als in den Städten, die weltweit die größte Luftverschmutzung aufweisen, wie z. B. Delhi und Jakarta.
Der Rauch von den nordamerikanischen Waldbränden gelangte auch bis nach Europa. Zudem trugen die Waldbrände dazu bei, dass auf der Nordhalbkugel im Juli und August 2021 mehr als 2,6 Mrd. Tonnen des maßgeblich für den Klimawandel verantwortlichen Treibhausgases CO2 freigesetzt wurden, der höchste jemals ermittelte Wert seit Beginn der Aufzeichnungen im Jahr 2003. Mehr als die Hälfte dieser Emissionen stammten dabei von den Waldbränden in Nordamerika sowie in Russland.

## Liste von Bränden
| Name des Feuers bzw. Komplexes | Beginn        | Fläche in Acre | Fläche in km² | Zerstörte Gebäude | Ursache     | Eindämmung in %  | Anmerkungen                                                                            | Beleg / Stand |
| ------------------------------ | ------------- | -------------- | ------------- | ----------------- | ----------- | ---------------- | -------------------------------------------------------------------------------------- | ------------- |
| Dixie Fire                     | 13. Juli 2021 | 963.309        | 3.898         | 1.329             | Unbekannt   | 100 %            | zweit-größtes und vierzehnt-zerstörerischstes Feuer in der Geschichte Kaliforniens;    | [ 23 ]        |
| Monument Fire                  | 31. Juli 2021 | 223.124        | 902           | 50                | Blitzschlag | 100 %            | vierzehnt-größtes Feuer in der Geschichte Kaliforniens.                                | [ 39 ]        |
| Caldor Fire                    | 30. Juli 2021 | 221.835        | 897           | 1.003             | Unbekannt   | 100 %            | fünfzehnt-größtes und sechzehnt-zerstörerischstes Feuer in der Geschichte Kaliforniens | [ 40 ]        |
| River Complex                  | 30. Juli 2021 | 199.343        | 806           | 122               | Blitzschlag | 100 %            | siebzehnt-größtes Feuer in der Geschichte Kaliforniens.                                | [ 41 ]        |
| Antelope Fire                  | 1. Aug. 2021  | 145.632        | 589           | 18                | Blitzschlag | 100 %            |                                                                                        | [ 42 ]        |
| McFarland Fire                 | 29. Juli 2021 | 122.653        | 496           | 46                | Unbekannt   | 100 %            |                                                                                        | [ 43 ]        |
| Beckwourth Complex             | 3. Juli 2021  | 105.670        | 427           | 148               | Unbekannt   | 100 %            |                                                                                        | [ 44 ]        |
| Windy Fire                     | 9. Sep. 2021  | 97.528         | 394           | 128               | Blitzschlag | 100 %            |                                                                                        | [ 45 ]        |
| McCash Fire                    | 31. Juli 2021 | 94.962         | 384           | 0                 | Blitzschlag | 100 %            |                                                                                        | [ 46 ]        |
| KNP Complex                    | 10. Sep. 2021 | 88.307         | 357           | 4                 | Blitzschlag | 100 %            |                                                                                        | [ 47 ]        |
| Tamarack Fire                  | 4. Juli 2021  | 68.637         | 277           | 25                | Blitzschlag | 100 %            |                                                                                        | [ 48 ]        |
| Lava Fire                      | 1. Aug. 2021  | 26.409         | 106           | 23                | Blitzschlag | 100 %            |                                                                                        | [ 49 ]        |
| French Fire                    | 19. Aug. 2021 | 26.535         | 107           | 49                | Unbekannt   | 100 %            |                                                                                        | [ 50 ]        |
| Alisal Fire                    | 11. Okt. 2021 | 16.970         | 68            | 0                 | Unbekannt   | 100 %            |                                                                                        | [ 51 ]        |
| Salt Fire                      | 30. Juni 2021 | 12.660         | 51            | 43                | Unbekannt   | 100 % (20. Juli) |                                                                                        | [ 52 ]        |
| Tennant Fire                   | 28. Juni 2021 | 10.580         | 43            | 9                 | Unbekannt   | 100 %            |                                                                                        | [ 53 ]        |